# 월드 투데이 (MBN)
《월드 투데이》은 대한민국 MBN에서 평일 밤 12시 50분에 방송되었던 매일방송의 심야 국제뉴스 프로그램이다.

## 같이 보기
- 세계는 지금 (MBN)